# Ia RSươm
Ia RSươm là một xã thuộc huyện Krông Pa, tỉnh Gia Lai, Việt Nam.
Xã có diện tích 107,55 km², dân số năm 1999 là 4.552 người, mật độ dân số đạt 42 người/km².